# RPM (banda)
RPM (Revoluções por Minuto) foi uma banda de rock brasileira formada em 1984, em São Paulo, tendo sido uma das mais populares do país entre 1985 e 1987.

## História

### Início
Em 1976, Paulo Ricardo e Luiz Schiavon se conheceram, dando início a uma amizade. Paulo era estudante de jornalismo e Luís Schiavon músico profissional. Ambos convidaram um baterista e formaram uma banda chamada Aura.
Depois de três anos de ensaios e nenhum show, Luiz encantou-se pela música eletrônica e pela tecnologia de novos sintetizadores, enquanto Paulo decidiu morar na Europa - primeiramente na França e depois em Londres, de onde escrevia sobre novidades musicais para a revista Somtrês e se correspondia com frequência com Schiavon. Este choque de personalidades impulsionou a criação do RPM, em 1984, depois que o trabalho da dupla foi retomado em fins de 1983, já em São Paulo.
Juntos, criaram as primeiras canções. As primeiras foram "Olhar 43", "A Cruz e a Espada" e a música que batizaria a banda que ali nascia: "Revoluções por Minuto". Gravaram uma fita demo destas canções com uma bateria eletrônica e encaminharam à gravadora CBS, que considerou-as ambíguas e difíceis de tocar nas rádios.
O nome 45 RPM (45 rotações por minuto) foi sugerido inicialmente em uma lista de nomes feita por uma amiga. Schiavon e Paulo gostaram do nome, mas tiraram o 45 e mudaram o "Rotações" por "Revoluções". Convidaram o guitarrista Fernando Deluqui (ex-guitarrista da cantora May East, ex-integrante da Gang 90 e as Absurdettes) e o baterista Júnior Moreno, na época com apenas 15 anos. Logo a banda começou a se apresentar em casas noturnas e então Júnior teve de sair, por ainda ser menor de idade. Charles Gavin, que havia deixado o Ira!, se juntou ao grupo como novo baterista. Já batizados de RPM, conseguiram um contrato com a gravadora Sony Music, com o compacto de 1984, que viria com as faixas "Louras Geladas" (a música virou um hit das danceterias e das paradas de sucesso das rádios) e "Revoluções por Minuto" (censurada na época). "Louras Geladas" caiu no gosto do público de todo o país e levou a banda a gravar o seu primeiro álbum, porém com uma mudança na sua formação. Charles Gavin havia saído do grupo, para se juntar aos Titãs. Assim, o baterista Paulo Pagni "PA" (ex-Patife Band) entrou para o RPM como convidado, em 1985, no meio da gravação do álbum, o que explica a sua ausência na capa do disco Revoluções por Minuto. Logo após o término das gravações, PA foi efetivado como membro fixo, definindo assim a formação clássica do grupo.

### Revoluções por Minuto
Em 1985, chega às lojas Revoluções por Minuto, no vácuo de um país ainda perplexo com a morte de Tancredo Neves. O misto de paixão platônica e pretensa declaração de amor de "Olhar 43" emplaca nas rádios e abre caminho para que outras faixas, mais politizadas e conceituais, façam o mesmo. As faixas do disco tratam também de temas como política internacional e transformações socioeconômicas. As canções são marcadas pela forte presença da bateria eletrônica e pelo clima soturno dos arranjos de Luiz Schiavon. O sucesso do álbum é tanto que o RPM emplaca rapidamente uma sequência de hits no rádio e chega à marca de 900 mil cópias vendidas em pouco mais de um ano.

### Rádio Pirata ao Vivo
Logo depois dos primeiros shows de divulgação, o RPM fecha contrato com o empresário Manoel Poladian, que procurava uma banda em ascensão no rock brasileiro para o seu elenco de artistas platinados de MPB. Os costumeiros palcos das danceterias são trocados por uma megaprodução, com direito a Ney Matogrosso assinando luz e direção, canhões de raio laser e multidões espremidas em ginásios e estádios. A esta altura, Paulo Ricardo já é considerado sex symbol, estampando diversas capas de revistas e fazendo sucesso entre as fãs.
Sem futuros hits na manga e para manter a banda em alta, Poladian, músicos e gravadora lançam em julho de 1986 um novo álbum, com parte do registro de dois shows da turnê histórica. O repertório de Rádio Pirata ao Vivo traz quatro gravações inéditas (sendo dois covers) e cinco faixas de Revoluções por Minuto. Com a ajuda dos preços congelados do Plano Cruzado, 500 mil cópias são vendidas antecipadamente. Rapidamente as vendas de Rádio Pirata ao Vivo disparam e chegam a 3,7 milhões. O RPM transforma-se na banda de maior vendagem da indústria fonográfica nacional até então. O sucesso foi tanto que no mesmo ano o grupo foi o tema principal de uma edição integral do programa jornalístico Globo Repórter, com reportagem de Pedro Bial.

### A primeira separação
Mesmo com todo o sucesso no Brasil e em outros países como França e Portugal, a banda passava por uma situação difícil. Em junho, houve o lançamento oficial de um disco mix, intitulado RPM & Milton, com a participação do cantor Milton Nascimento.
O fracasso do projeto RPM Discos, selo próprio do grupo, acabou causando conflitos entre seus integrantes. Chegou-se a produzir um LP com o grupo paulista Cabine C (liderado pelo ex-Titã Ciro Pessoa), que prensado e distribuído pela RCA, foi um grande fracasso comercial. Em agosto de 1987, foi anunciada a separação oficial do grupo.

### RPM-Quatro Coiotes
O grupo retomou as atividades ainda em 1987, quando gravou entre novembro de 87 a fevereiro de 1988 o álbum Quatro Coiotes, lançado em abril e que vendeu 250 mil cópias antecipadamente indicando outro grande sucesso a exemplo do disco anterior, Radio Pirata ao Vivo. Com a crise econômica daquele ano várias brigas internas entre os integrantes do grupo não permitiram que a gravadora divulgasse as músicas em novelas da emissora Rede Globo, amargando vendas consideradas abaixo dos padrões do RPM e fazendo com que o disco atingisse 450 mil cópias. Mesmo assim o álbum entrou naquele ano na lista dos cinco LPs mais vendidos entre todos outros artistas da música brasileira. O RPM tinha destaque, pois chegaram a ultrapassar Roberto Carlos em termos de vendagens, ainda a maior fonte de receita da empresa.
Esse disco teve alto custo para a gravadora exigidos pelo RPM. O disco foi gravado em Búzios com toda infraestrutura montada em casa de praia para que pudessem estar completamente isolados para construção de letras e arranjos. A gravadora disponibilizou avião particular para que a banda viajasse aos Estados Unidos para acompanhar a mixagem, hospedados em hotéis 5 estrelas, com limusines a disposição em tempo integral. O RPM tinha tratamento oferecido por empresários o que nenhum outro artista brasileiro havia alcançado até então.
Separados há mais de seis meses, a banda ressurgia aparentemente mais amadurecida, com um disco essencialmente com base na percussão (do brasileiro Paulinho da Costa, radicado nos Estados Unidos). O som é estritamente alto, com o instrumental sobrepondo-se às letras (todas, exceto "Ponto de Fuga", de Paulo Ricardo). Destacam-se também o erotismo de "A Dália Negra" e também a crítica social de "O Teu Futuro Espelha Essa Grandeza", com participação de Bezerra da Silva. "Partnes" permaneceu em primeiro lugar nas paradas por algumas semanas.
O disco foi muito elogiado pela crítica, mas o público esperava que RPM manteria o mesmo estilo synth-pop dos 3,7 milhões de discos vendidos Rádio Pirata ao Vivo, criticando o novo formato que a banda adotou refletindo na sua comercialização. Críticos musicais do Brasil e outros países consideraram a obra além do seu tempo e não compreendido, por isso é classificado como "um dos" ou talvez o melhor disco do rock nacional.
O grupo ainda viria a realizar a regravação de "A Página do Relâmpago Elétrico", de Ronaldo Bastos e Beto Guedes, para o álbum de tributo ao compositor Ronaldo Bastos, intitulado Cais, lançado em 1989 pela Som Livre. Em 1989, a banda se separa novamente.

### Paulo Ricardo & RPM
Apesar de não contar com o tecladista Luiz Schiavon e com o baterista Paulo Pagni, este disco é considerado por muitos como o terceiro disco de estúdio da banda. Com Paulo Ricardo, Fernando Deluqui, Marquinho Costa (bateria) e Franco Júnior (teclado), este é o disco mais pesado da banda. Sem a influência de Schiavon, a banda aposta em guitarras pesadas e solos bem construídos por Deluqui. O disco vem com dominância das guitarras e estilo rock de garagem e influência de Peter Frampton e Pink Floyd.
O álbum foi gravado em português e espanhol, com lançamento simultâneo em toda América Latina, prometia resgatar o Rock nacional, que sofria vendo músicas sertanejas e axé dominarem o mercado fonográfico. O RPM, que ressurgia pela terceira vez, vinha com uma missão difícil. A música "Pérola" chegou rapidamente em primeiro lugar nas paradas das rádios por todo o Brasil, a música "Genese" tema de abertura de novela global foram muito bem aceitas pelo grande público, outros grandes sucessos como "Surfista Prateado" e "Veneno" também tiveram destaques. No ano seguinte, a banda começou a produzir músicas novas que acabaram não sendo finalizadas mas que seriam as músicas do novo álbum e se encontram na internet com o nome de "Noturno".
Após a saída de Fernando Deluqui, o grupo continuou fazendo shows com outro guitarrista, mas logo encerra as atividades. Em 1995, Deluqui foi convidado a integrar os Engenheiros do Hawaii, gravando o álbum Simples de Coração e entrando em turnê com banda. Paulo Ricardo, por sua vez, trilharia os caminhos da MPB.

### A volta eMTV RPM 2002
Em 2001, os quatro membros originais do RPM se encontraram novamente para ensaios. Percebendo o entrosamento perfeito e a vontade de todos de estarem juntos novamente nos palcos, deram início ao retorno do RPM, inclusive com o retorno do empresário Manoel Poladian, considerado o "quinto coiote".
Também em 2001, é lançado o single "Vida Real", uma versão em português (composta por Paulo Ricardo) da canção "Leef" do neerlandês Han van Eijk, o tema oficial do reality show Big Brother, que foi encomendado pela produção da Rede Globo para ser o tema de abertura do Big Brother Brasil (edição brasileira do mesmo reality show).
A banda voltou à mídia com o CD/DVD MTV RPM 2002, gravado nos dias 26 e 27 de março de 2002 no Teatro Procópio Ferreira, em São Paulo. Além de grandes sucessos, a banda apresenta cinco canções inéditas: "Fatal", "Carbono 14", "Rainha", "Vem pra Mim" e "Onde Está o Meu Amor", esta última, gravada em estúdio e incluída na trilha sonora da novela Esperança, da Rede Globo. Destacam-se também as participações do músico pernambucano Otto, no instrumental "Naja", incluído apenas no DVD; Frejat, na regravação de "Exagerado", sucesso de Cazuza; e a participação virtual de Renato Russo na canção "A Cruz e a Espada". O CD vendeu 300 mil cópias e o DVD vendeu 50 mil cópias.

### Nova separação
No final da tour do CD/DVD MTV RPM 2002, a banda começa a trabalhar em um disco de inéditas, mas acabam novamente se separando. Especulações dizem que a banda se separou após os outros integrantes descobrirem que Paulo Ricardo havia registrado todos os direitos em seu nome, iniciando uma disputa judicial pela marca RPM. Outros dizem que houve divergências quanto à sonoridade da banda.
Luiz Schiavon e Fernando Deluqui, juntamente com André Lazzarotto, lançaram o álbum LS&D - Viagem na Realidade, que vendeu duas mil cópias. A canção "Madrigal", que foi tema de abertura da telenovela Cabocla, da Rede Globo, foi bem executada.
Paulo Ricardo e o baterista Paulo Pagni formaram a banda PR.5. Mesmo com o fracasso do álbum Zum Zum, Paulo Ricardo lançou a canção "Eu Quero Te Levar".
Luiz Schiavon foi tecladista, maestro e diretor musical do programa Domingão do Faustão, da Rede Globo, de 2004 até 2011.

### Reunião, livro e 25 anos de carreira
Em 2007, Paulo Ricardo lança o álbum Prisma, com uma pegada mais pop rock, com as faixas "Diz" e "A Chegada", contando com os membros do PR.5 como músicos de apoio, inclusive o baterista Paulo Pagni e a participação de Luiz Schiavon na canção "O Dia D, a Hora H".
No mesmo ano, o RPM tocou com todos os seus integrantes em São Paulo, com grande sucesso. Fernando Deluqui lançou seu segundo álbum solo, intitulado DELUX, um álbum bem elaborado que conta com participação de Luiz Schiavon na composição da canção "Chuva".
Em dezembro de 2007, a banda lançou o livro Revelações por Minuto, contando os detalhes da trajetória da banda, desde seu início até o seu suposto fim. O livro foi promovido em uma grande coletiva de imprensa em São Paulo, contando com a presença do autor, Marcelo Leite de Moraes, e os quatro integrantes da banda.
Em 2008, a banda lançou um box com seus três primeiros discos e um CD com remixes e raridades, além da versão em DVD do show Rádio Pirata ao Vivo, originalmente lançado em VHS em 1987. Este DVD foi posteriormente lançado separadamente já no ano seguinte.

### Elektra
Em 2010, Paulo Ricardo postou em seu Twitter que a banda iria se reunir para gravar um novo álbum em 2011. Luiz Schiavon também confirmou a pretensão de retornarem, afirmando estarem vendo possibilidades para a volta aos palcos, já que sua banda no Domingão do Faustão não iria continuar em 2011.
Dias após aos boatos, Luiz Schiavon confirma em seu Twitter que a banda já estava compondo para o novo álbum. Segundo Paulo Ricardo, a banda queria fazer um som que lembrasse bandas atuais que misturam rock com música eletrônica como Muse, The Killers, Blur, entre outros. Houve alguns boatos em relação ao produtor Liminha, que foi responsável pela produção de grande parte das bandas da década de 1980 e 90. Mas o álbum foi produzido por Paulo e Schiavon. Além disso, os shows da turnê de divulgação do álbum contaram com a direção de Ulysses Cruz.
A pré-estreia da Tour 2011, aconteceu na Virada Cultural, em São Paulo. Um mês após esta apresentação, foi divulgado o título do álbum, chamado Elektra e foi disponibilizado quatro músicas para download no site oficial da banda. As canções, "Muito Tudo", "Crepúsculo" e "Ela é demais (pra mim)" apresentavam o tom do disco, mais voltado para a música eletrônica. A quarta canção, "Dois Olhos Verdes", mais familiar ao som do RPM dos anos 1980, foi escolhida para ser o primeiro single.
Inicialmente a banda liberaria 4 faixas mensalmente no site oficial e lançaria o disco no meio do ano, mas a promessa não foi cumprida, e o álbum (junto com as canções até então desconhecidas) foi lançado apenas no dia 6 de dezembro. O álbum foi lançado pela Building Records em um formato duplo, sendo o segundo CD formado por remixes de algumas das faixas do álbum.
O disco Elektra, além do flerte com a música eletrônica, também se apoia bastante nos arranjos de Luiz Schiavon, que junto com os sintetizadores eletrônicos praticamente monopoliza a condução das canções. As letras são as mais leves de toda a discografia da banda, priorizando temas como amor e diversão - apenas duas canções, "Muito Tudo" e "Problema Seu" carregam um tema mais reflexivo.
No dia 15 de maio de 2011, a banda se apresentou no programa Domingão do Faustão e a estreia da nova turnê foi no dia 20 de maio do mesmo ano no Credicard Hall, em São Paulo.

### Deus ex Machina
No final de 2014, o RPM anuncia a gravação de um novo álbum, intitulado Deus ex Machina, com produção de Lucas Silveira, vocalista e guitarrista da banda Fresno. O disco fica pronto no ano seguinte, mas é descartado. No mesmo período, Paulo Ricardo é convidado a ser jurado do talent show Superstar, da Rede Globo e por estar novamente em evidência, lança um disco solo em 2016, alegando que a banda continuaria paralelamente, algo que não aconteceu. Após cumprir a agenda de shows até o início de 2017, a banda anunciou hiato e posteriormente, foi revelado que Paulo não tinha mais interesse em prosseguir com a banda.

### Nova formação e morte de Paulo Pagni
Após os integrantes tentarem voltar com a banda e Paulo Ricardo declarar que queria seguir em carreira solo, Schiavon, Deluqui e P.A. decidem dar continuidade a banda e chamam o baixista e vocalista são-carlense Dioy Pallone, fundador da banda Carrão de Gás, para substituir Paulo. Na nova formação do grupo, ele reveza os vocais com Deluqui e a banda começa a produzir novas músicas para um vindouro álbum.
No final de 2018, foram disponibilizadas nas plataformas digitais os singles "Ah! Onde Está Você?" e "Escravo da Estrada", interpretadas por Pallone e Deluqui.
A nova turnê iniciou-se em 2019 com Schiavon, Deluqui, Dioy e o baterista de apoio Kiko Zara, substituindo Paulo Pagni, que já enfrentava sérios problemas de saúde. A banda também realizou um show acústico em abril do mesmo ano em São Bernardo do Campo, região metropolitana de São Paulo, sendo esta a última vez que o grupo se apresentou com P.A..
Em 22 de junho, após 34 dias em coma no Hospital São Camilo, localizado na cidade de Salto, Pagni faleceu aos 61 anos, vitima de broncopneumonia e complicações decorrentes da fibrose pulmonar, doença que o músico enfrentava nos últimos meses. Pagni foi sepultado ao lado de seus pais, no município de Araçariguama, onde residia desde 2004.

### Morte de Luiz Schiavon,Sem Parare dissolução
Com o controle da pandemia de Covid-19, o grupo voltou a fazer shows, mas em sua grande maioria sem o tecladista Luiz Schiavon, que já enfrentava problemas de saúde. Em novembro de 2022, Kiko Zara foi efetivado como membro oficial do grupo. Em março de 2023, a banda lança o single “Sem Parar”, no mês seguinte, "O sol da liberdade", e em junho "Promessas".
Uma semana após o lançamento do single "Promessas", Luiz Schiavon, membro original e fundador da banda, morreu aos 64 anos, após não resistir a uma cirurgia para tratar uma doença autoimune.
No começo de agosto de 2023, a banda lança o álbum Sem Parar, o primeiro com a nova formação sem o vocalista Paulo Ricardo.
Após uma longa disputa entre Paulo Ricardo e Fernando Deluqui pelo uso da marca RPM, o Tribunal de Justiça do Estado de São Paulo determinou o fim do grupo em junho de 2024. Mesmo com a decisão, a banda seguiu em atividade por um período, até que em agosto do mesmo ano, Paulo e Deluqui firmaram um novo acordo sobre o uso da marca, com o guitarrista sendo autorizado a se apresentar sob o nome "RPM - O Legado", culminando assim no fim definitivo do grupo.

## Integrantes

### Última formação
- Fernando Deluqui: guitarra, vocal de apoio (1984–1987, 1987–1989, 1993–1994, 2001–2003, 2011–2024), voz principal (2018–2024)
- Dioy Pallone: voz principal, vocal de apoio, baixo (2018–2024)
- Kiko Zara: bateria, vocal de apoio (2022–2024; músico de turnê/sessão 2019–2022; músico substituto em 2019)

### Ex-integrantes
- Júnior Moreno: bateria (1984)
- Charles Gavin: bateria (1984)
- Marquinho Costa: bateria (1993–1994)
- Franco Júnior: teclados (1993–1994)
- Paulo Ricardo: voz principal, baixo (1984–1987, 1987–1989, 2001–2003, 2011–2017)
- Paulo Pagni "P.A.": bateria, vocal de apoio (1985–1987, 1987–1989, 2001–2003, 2011–2019; até sua morte)
- Luiz Schiavon: teclados (1984–1987, 1987–1989, 2001–2003, 2011–2023; até sua morte)

### Músicos de turnê
- Luis "Gus" Martins: teclados e vocal de apoio (2023–2024; músico substituto em 2022–2023)
- Tato Andreatta: teclados (2023–2024; músico substituto em 2022–2023)

### Músicos substitutos
- Jo Borges: teclados, vocal de apoio (substituiu Luiz Schiavon em alguns shows) (2022)

## Discografia

### Álbuns de estúdio
- (1985) Revoluções por Minuto
- (1988) RPM-Quatro Coiotes
- (1993) Paulo Ricardo & RPM
- (2011) Elektra
- (2023) Sem Parar

### Álbuns ao vivo
- (1986) Rádio Pirata ao Vivo
- (2002) MTV RPM 2002

### Coletâneas oficiais
- (1998) Grandes Sucessos
- (2008) Revolução! RPM 25 Anos (box com 4 CDs + 1 DVD)

### Álbuns de vídeo
- (1987) Rádio Pirata ao Vivo (VHS; relançado em DVD em 2008)
- (2002) MTV RPM 2002

### EP
- (1987) RPM & Milton

## Prêmios e indicações

### Grammy Latino
| Ano  | Categoria                       | Indicação | Resultado |
| ---- | ------------------------------- | --------- | --------- |
| 2012 | Melhor Álbum de Rock Brasileiro | Elektra   | Indicado  |

### Troféu Imprensa
| Ano  | Categoria               | Indicação        | Resultado |
| ---- | ----------------------- | ---------------- | --------- |
| 1986 | Melhor Música           | "Alvorada Voraz" | Indicado  |
| 1986 | Melhor Conjunto Musical | RPM              | Indicado  |
| 1987 | Melhor Conjunto Musical | RPM              | Venceu    |